# 劳玉晶
劳玉晶（1966年—2016年1月28日），中国前女子羽毛球运动员。她曾获得1986年和1988年尤伯杯冠军。